# بيت النقيب (شبام كوكبان)

تعديل مصدري - تعديل

بيت النقيب هي إحدى قرى عزلة الزبيرات بمديرية شبام كوكبان التابعة لمحافظة المحويت، بلغ تعداد سكانها 48 نسمة حسب تعداد اليمن لعام 2004.